# Petit Conseil du canton de Berne
Le Petit Conseil est l'organe exécutif du canton de Berne sous l'Ancien Régime.

## Généralités
Le Petit Conseil est composé de 27 membres. Il se réunit tous les jours. Il nomme les députés à la Diète fédérale, ainsi que les membres du Grand Conseil (organe législatif). C'est auprès du Petit Conseil que les sujets de Berne peuvent se plaindre des agissements de leur bailli.

## Liste des membres
- 1475-? : Wilhelm von Diesbach[4] ;
- 1529-1578 : Hans Franz Nägeli[5] ;
- 1536-? : Johann Anton Tillier[6] ;
- 1568-1589 : Johann Anton Tillier[7] ;
- 1580-? : Marquard Zehender[8] ;
- 1589-? : Konrad Fellenberg[9] ;
- 1590-? : Christian Willading[10] ;
- 1611-? : Anton von Graffenried[11] ;
- 1630-? : Hans Rudolf Willading[12] ;
- 1631-? : Anton von Graffenried[13] ;
- 1657-? : Christian Willading[14] ;
- 1657-? : Johann Rudolf Wurstemberger[15] ;
- 1672-? : Samuel Bondeli[16];
- 1681-? : Johann Rudolf Tillier[17] ;
- 1705-? : Gabriel Thormann[18] ;
- 1714-? : Johann Anton Tillier[19] ;
- 1716-? : Hiernonymus Thormann[20] ;
- 1725-? : Emanuel Willading[21] ;
- 1737-? : Christian Rudolf Willading[22] ;
- 1768-? : Abraham von Graffenried[23] ;
- 1782-? : Emanuel Niklaus Willading[24] ;

## Ouvrage
- Rudolf Braun, Le déclin de l'Ancien Régime en Suisse : Un tableau de l'histoire économique et sociale du 18e siècle, Lausanne & Paris, Éditions d'en-bas & Éditions de la Maison des sciences de l'homme, 1988, 284 p.

### Articles
- André Holenstein / PM, « Petit Conseil » dans le Dictionnaire historique de la Suisse en ligne, version du 11 janvier 2011.
- Beat Junker, Anne-Marie Dubler / PM, « Berne (canton) » dans le Dictionnaire historique de la Suisse en ligne, version du 5 janvier 2015.